# Priya's Shakti
Priya's Shakti (укр. Шакті Прії) — феміністський графічний роман Рама Девінені, Ліни Шрівастав та Дена Ґолдмана. Головна героїня бореться з сексуальним насильством проти жінок в Індії за допомогою богині Парваті і тигра. Комікс був представлений на фестивалі Comic-Con в Мумбаї у грудні 2014 року. Творці пояснили, що комікс призначений для «підтримки руху проти патріархату, жінконенависництва та байдужості через любов, творчість і солідарність».

## Сюжет
Прія — звичайна дівчина, яка зазнала сексуального насилля, після чого близькі з ганьбою вигнали її з дому. Богиня Парваті допомагає їй знайти сили боротися з традиційними в Індії забобонами, з яких випливає, ніби-то жертва сама винна у злочині.